# Список населённых пунктов Ветлужского района Нижегородской области
| Образование                          | Населённые пункты в составе образования |
| ------------------------------------ | --- |
| Город Ветлуга                        | г. Ветлуга |
| Рабочий посёлок имени М. И. Калинина | р. п. имени М. И. Калинина |
| Белышевский сельсовет                | с. Белышево д. Бажениха д. Березники д. Катунино д. Козлиха д. Куличиха д. Мокруша д. Поломка д. Тимофеево д. Токариха д. Урюпино д. Чудиха д. Юриха |
| Волыновский сельсовет                | с. Волынцы д. Большая Мяссиха д. Волокитиха д. Георгиевское д. Голуби д. Гудки д. Куницыно д. Малая Мяссиха д. Махони д. Медведово д. Морчиха д. Осотово д. Чернава д. Шумилово |
| Галкинский сельсовет                 | д. Галкино д. Ионово д. Полома |
| Крутцовский сельсовет                | д. Крутцы д. Афониха с. Вознесенье д. Глущиха д. Голохвастиха д. Заганиха д. Исаиха д. Каменка д. Маевка д. Морозиха д. Новоселиха д. Погорелка д. Пудиха д. Федоровское д. Хвастово д. Якутино |
| Макарьевский сельсовет               | д. Пустошь д. Алёшиха д. Аманово д. Андрейково д. Валово д. Глушка д. Горелая д. Загатино д. Колосиха д. Копотиха д. Кривошеиха д. Кулемиха д. Курилово с. Макарьевское д. Минино д. Нижнее Кривцово д. Нижняя Слудка д. Нориха д. Панфилиха д. Пегариха д. Потешиха д. Раздерягино д. Сергино д. Скрябино д. Тщаница д. Ченебечиха д. Чухломка д. Шашино д. Шишкино |
| Микрихинский сельсовет               | д. Маркуша д. Афимино д. Большая Микриха д. Ефаниха д. Зиновиха д. Костливое д. Нестериха д. Погорелка с. Спасское д. Хохониха д. Шарапиха |
| Мошкинский сельсовет                 | с. Стрелица д. Бурдуково д. Волково д. Жарнава д. Иваново д. Мошкино д. Печуриха д. Пономарица п. Рязанка д. Рязаново д. Сежа д. Усолье д. Шилиха |
| Новоуспенский сельсовет              | с. Новоуспенское д. Золотое д. Крутцы д. Курляпшиха д. Осиновка д. Стешиха д. Токариха |
| Проновский сельсовет                 | с. Новопокровское д. Баковское д. Бердничата д. Варакшата д. Капраниха д. Каркалово д. Коллектив д. Медведовское д. Мостовая д. Пескуша д. Прониха |
| Скулябихинский сельсовет             | д. Скулябиха д. Бараниха п. Борок п. Голубиха д. Иванчиха |
| Туранский сельсовет                  | с. Турань д. Антониха д. Великуша д. Долгий Мост д. Звягино д. Ивняжная д. Круглая д. Кузнечиха д. Мотово д. Орлиха д. Пахтусиха д. Семенчиха д. Солоница д. Сосновка |

## Источник
Населённые пункты Ветлужского района